# Schefflera venulosa
Schefflera venulosa är en araliaväxtart som först beskrevs av Robert Wight och George Arnott Walker Arnott, och fick sitt nu gällande namn av Hermann August Theodor Harms. Schefflera venulosa ingår i släktet Schefflera och familjen araliaväxter. Inga underarter finns listade.

## Bildgalleri

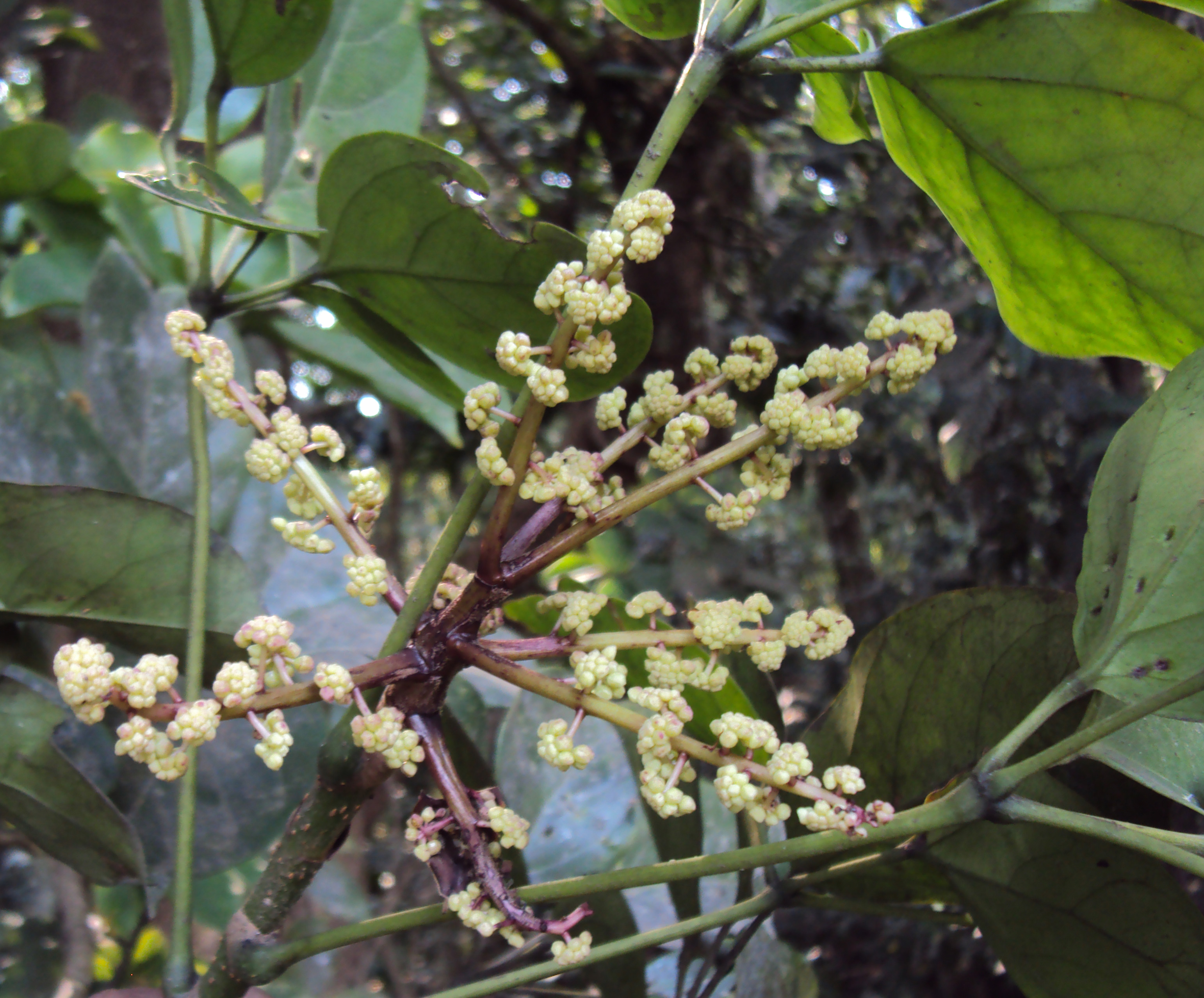
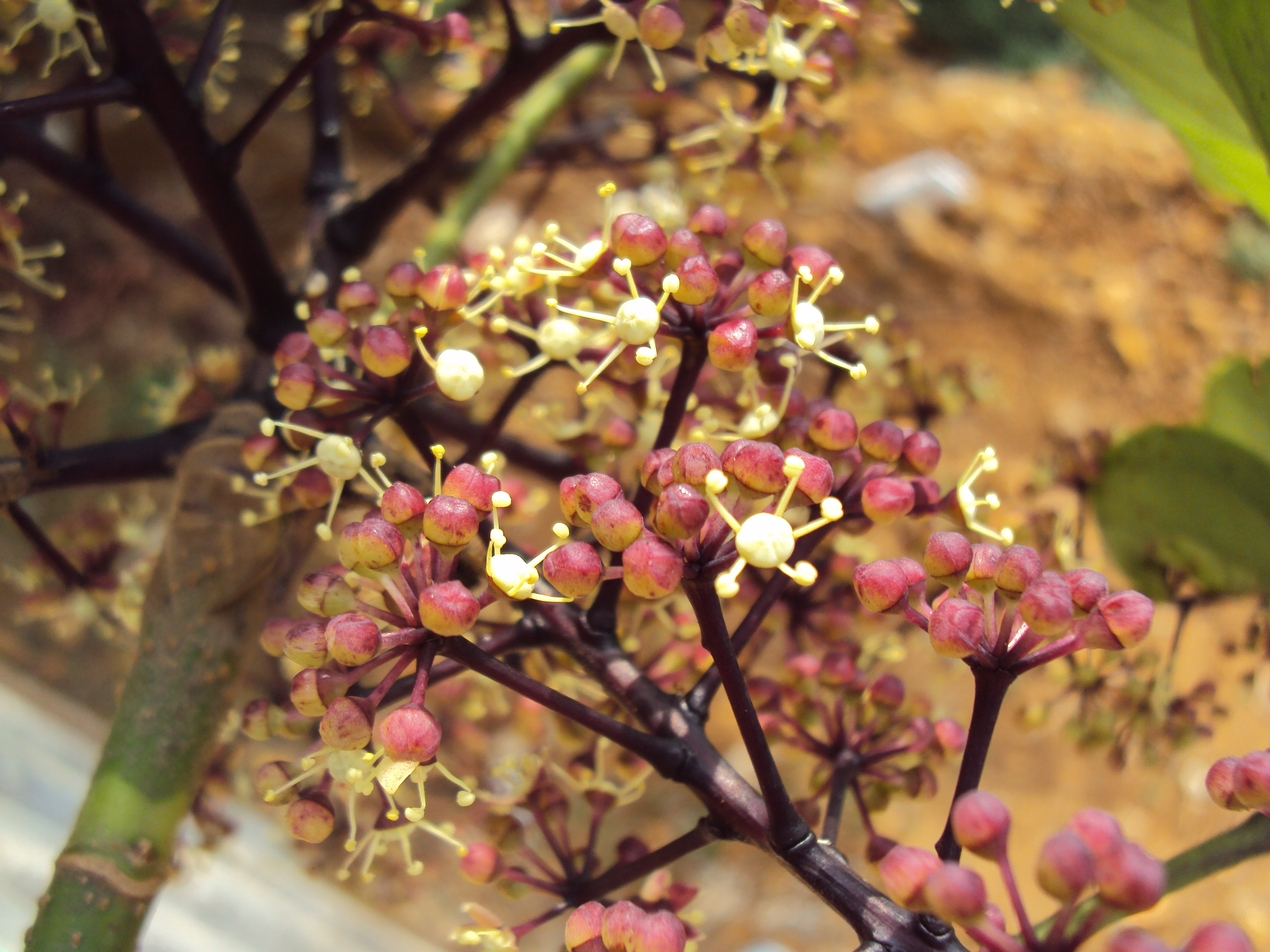
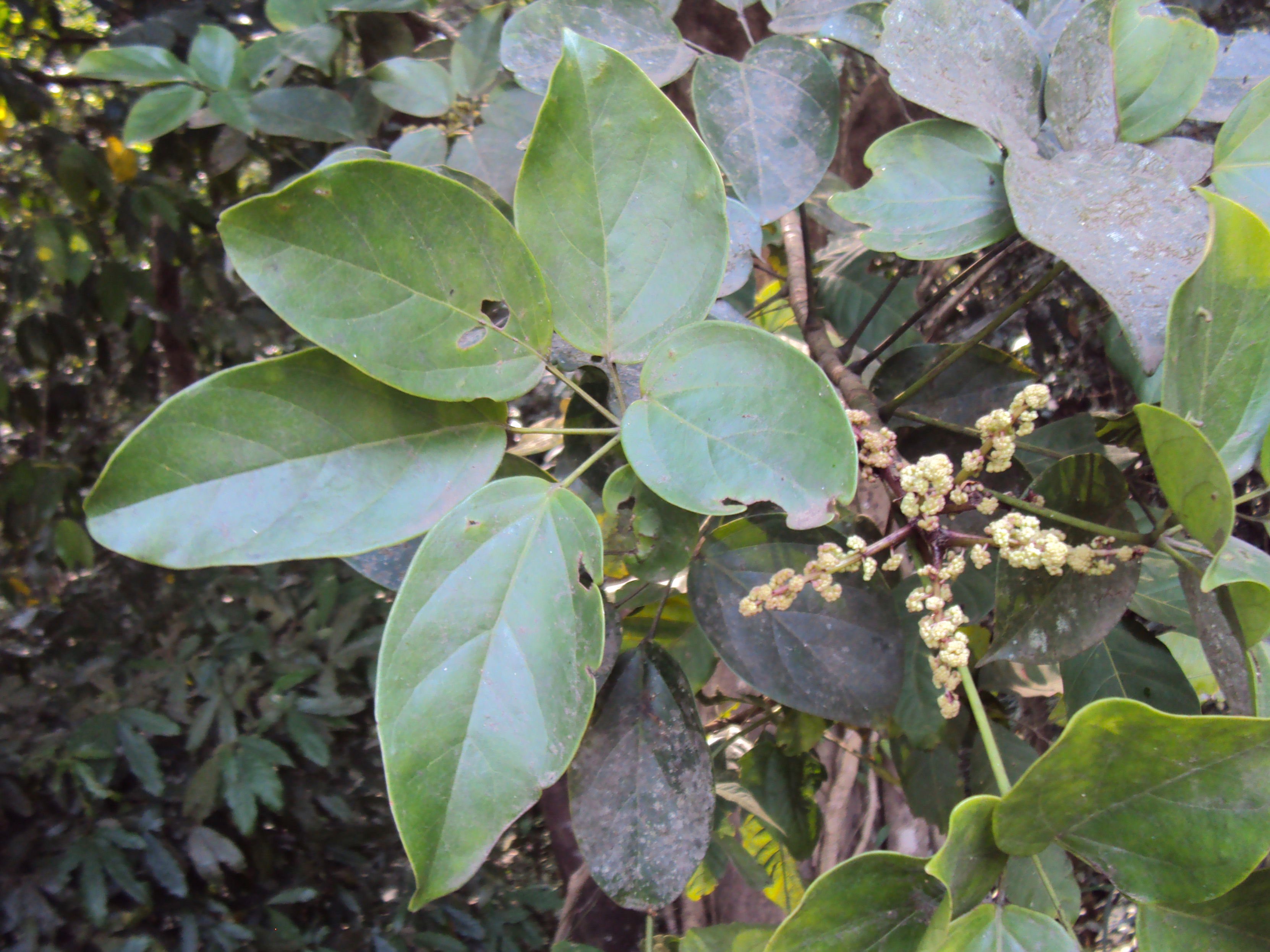
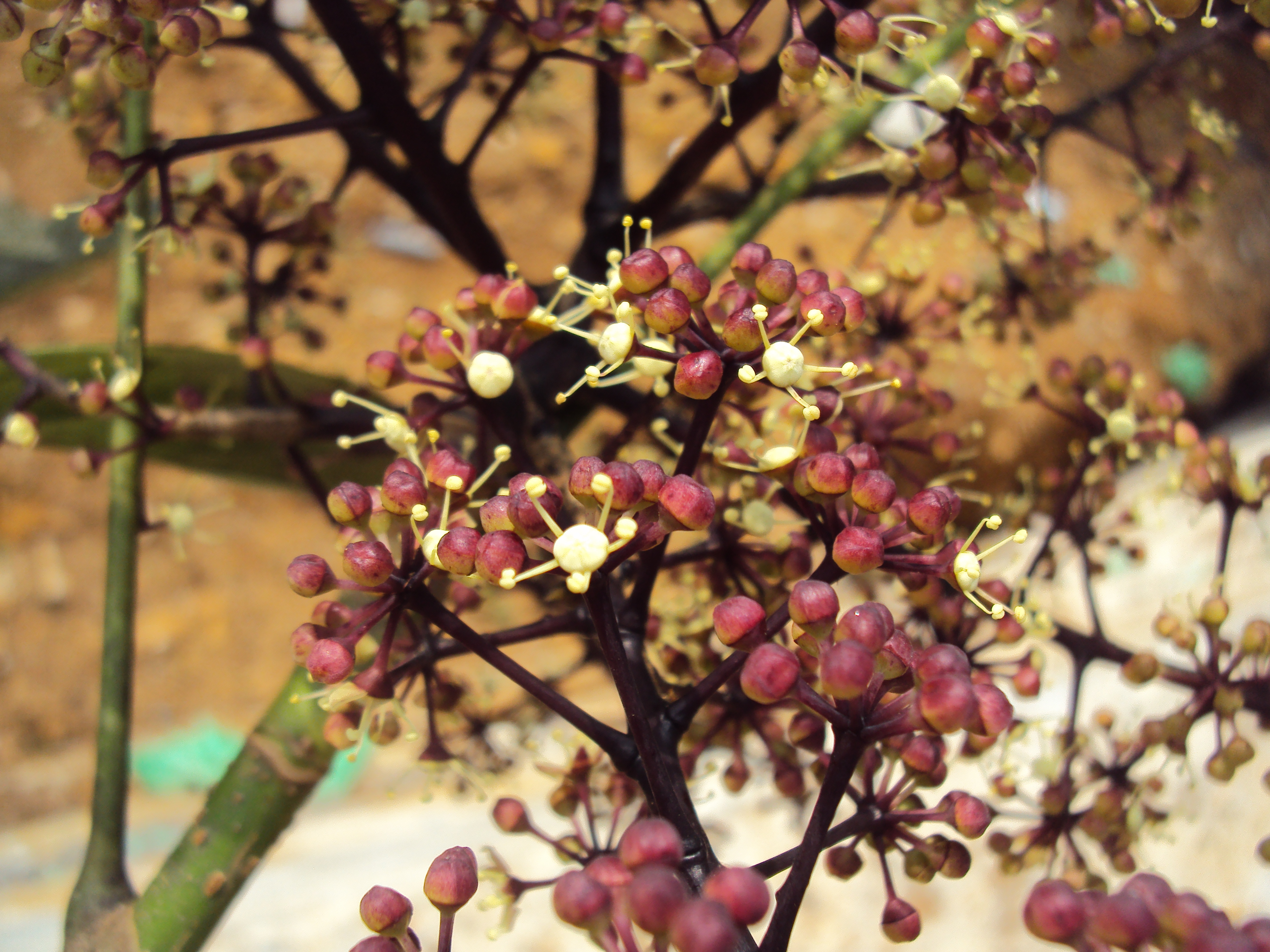
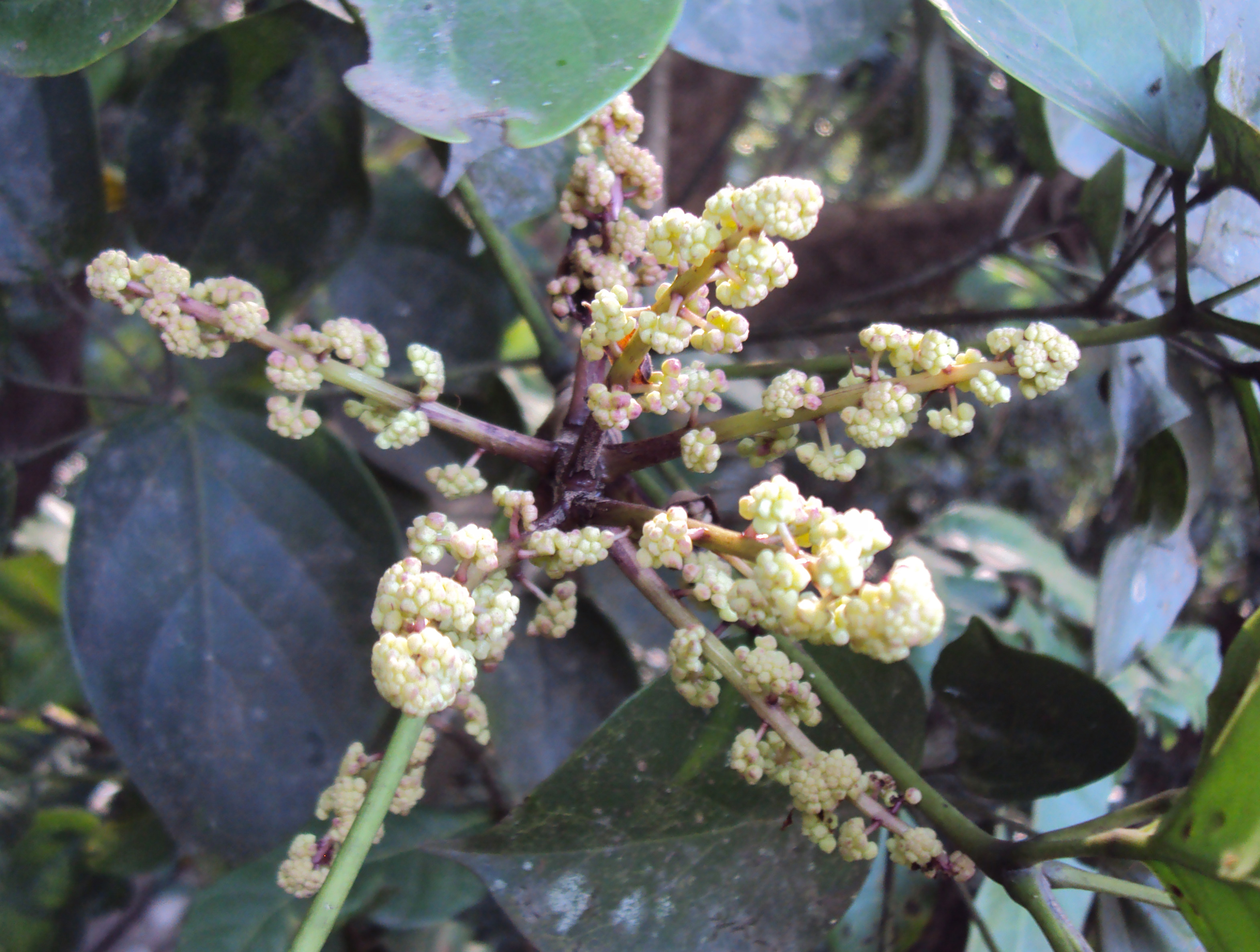
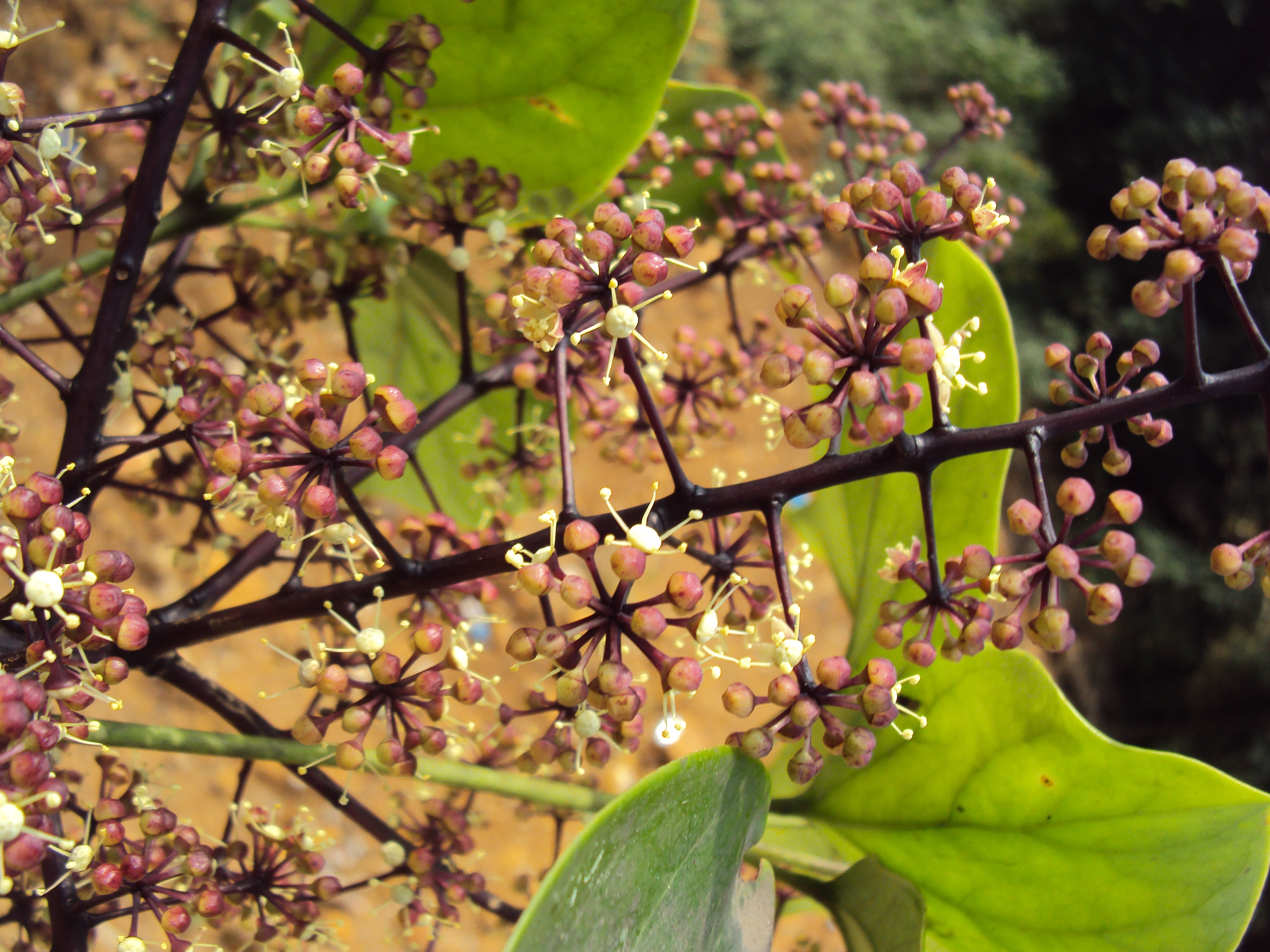